# Jiří Babica
Jiří Babica (* 1. května 1961, Praha) je český kuchař.

## Kariéra

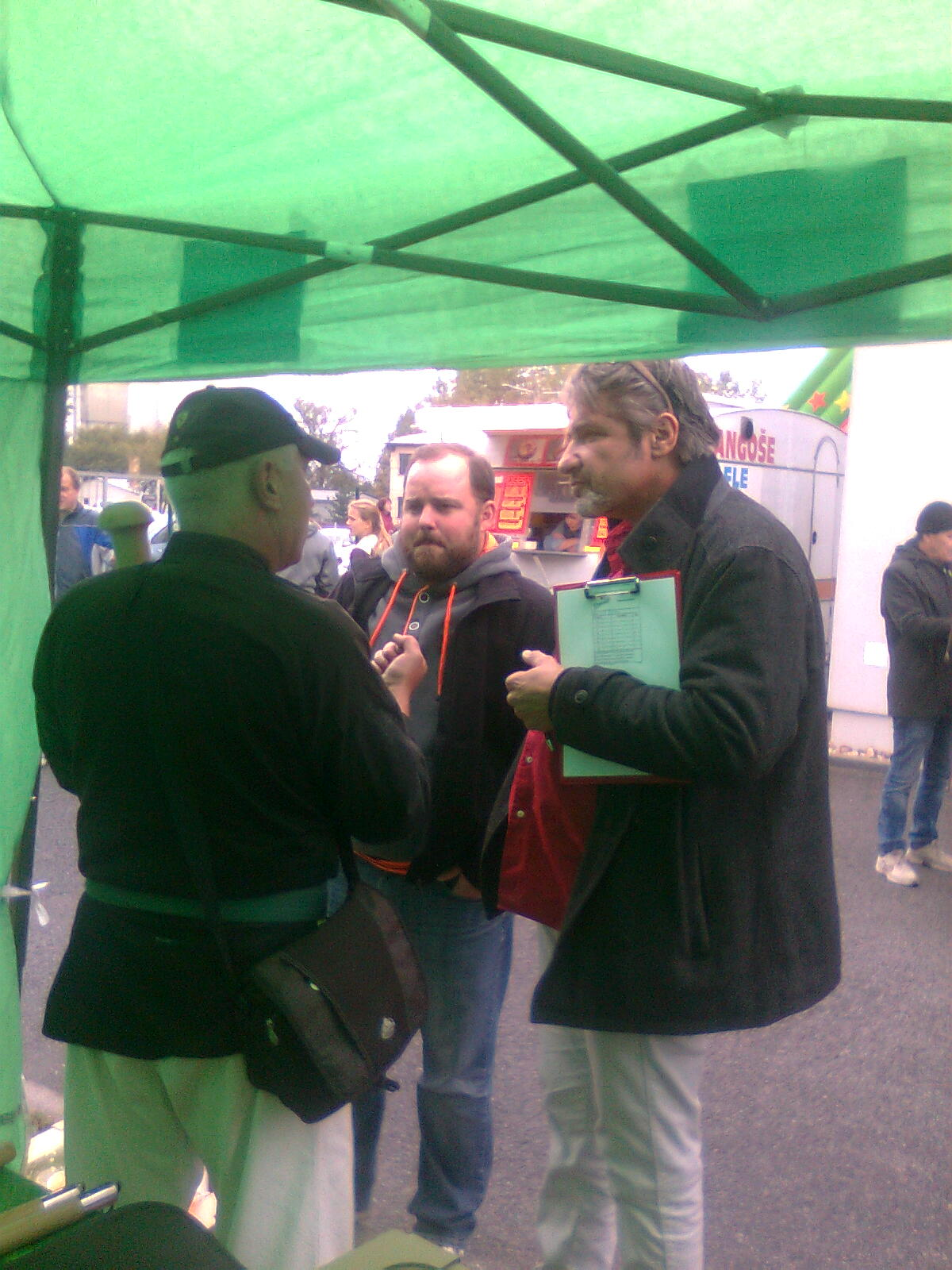
Jiří Babica v Chotěboři

Vyučil se v pražských hotelích Palace a Ambassador.
Mezi lety 2008–2014 moderoval pořad Babicovy dobroty na TV Nova a v letech 2015–2016 pořad Babica vs. Sapík na TV Barrandov. Vedle svého působení v televizních pořadech provozuje v Praze SKI servis a půjčovnu lyží.
Od konce 80. let působil v Německu v Kolíně nad Rýnem.
V důsledku pandemie covidu-19 si v roce 2020 založil YouTube kanál s názvem „Babicova televize“, kde publikuje videa s recepty a zábavným obsahem.
Babica hraje fotbal za tým celebrit Real TOP Praha a je vášnivým cestovatelem.
V prezidentských volbách v roce 2023 podporoval kandidaturu Karla Diviše.